# Адриана (род)
 Тази статия е за рода растения.  За женското име Адриана вижте Адриана (име).  За други значения вижте Адриана.
Адриана са род храсти от семейство Млечкови.

## Разпространение
Родът е характерен за Австралия.

## Видове
- Adriana acerifolia
- Adriana billardierei
- Adriana billardieri
- Adriana bloudowskyana
- Adriana gaudichaudii
- Adriana gaudichaudi
- Adriana glabrata
- Adriana heterophylla
- Adriana hookeri
- Adriana klotzschii
- Adriana quadripartita
- Adriana tomentosa